# Demis Hassabis
Demis Hassabis (ur. 27 lipca 1976) – brytyjski informatyk, badacz sztucznej inteligencji i laureat Nagrody Nobla w dziedzinie chemii za rok 2024. Ponadto programista i projektant sztucznej inteligencji gier komputerowych oraz ekspert w grach planszowych. Jest dyrektorem generalnym i współzałożycielem DeepMind i Isomorphic Labs  oraz doradcą rządu Wielkiej Brytanii ds. sztucznej inteligencji.
Jest członkiem Royal Society, a za swoją pracę nad AlphaFold otrzymał wiele prestiżowych nagród, w tym Breakthrough Prize, Canada Gairdner International Award i Lasker Award. W 2017 roku został odznaczony Orderem Imperium Brytyjskiego i znalazł się na liście 100 najbardziej wpływowych ludzi magazynu „Time”. W 2024 roku został pasowany na rycerza za zasługi dla sztucznej inteligencji.
W 2024 r. za prace nad przewidywaniem struktury białek otrzymał wraz z Johnem Jumperem Nagrodę Nobla w dziedzinie chemii.
Demis został głównym bohaterem filmu dokumentalnego ”The Thinking Game”, który premierę miał w 2024 roku. Film dostępny w Polsce na platformie Vimeo oraz Apple TV+. Reżyserem filmu jest Greg Kohs, który wyreżyserował także film „AlphaGo” z 2016 roku. Demis Hassabis, pracując w DeepMind, brał czynny udział w stworzeniu programu AlphaGo. Oprócz AlphaFold i AlphaGo w DeemMind pod okiem Demisa powstały także AlphaZero oraz AlphaStar. Celem AlphaZero było nauczenie programu gry w dowolną grę bez uczenia go zasad. Natomiast AlphaStar miał grać w grę StarCraft II.

## Życie prywatne
Mieszka w północnym Londynie ze swoją rodziną. Jest fanem klubu Liverpool F.C.

## Nagrody i wyróżnienia

### Branżowe i naukowe
- 2024 – Nagroda Nobla w dziedzinie chemii
- 2024 – Laureat cytowań Clarivate[11]
- 2024 – Keio Medical Science Prize[12]
- 2024 – The AI Citizen of the Year[13]
- 2024 – uwzględniony na liście stu AI czasopisma „Time”
- 2024 – Doktorat honoris causa Uniwersytetu Oksfordzkiego[14]
- 2024 – Rycerz Imperium Brytyjskiego for services to artificial intelligence[15]
- 2023 – UCL Prize Lecture in Life and Medical Sciences[16]
- 2023 – Albert Lasker Award for Basic Medical Research
- 2023 – Canada Gairdner International Award
- 2023 – Członek zwyczajny Papieskiej Akademii Nauk[17]
- 2023 – Nagroda za przełom naukowy Breakthrough Prize w dziedzinie nauk przyrodniczych za rozwój AlphaFold, trafnie przewidującego strukturę białka[18]
- 2022 – Global Swiss AI Award[19]
- 2022 – BBVA Foundation Frontiers of Knowledge Award in the category "Biology and Biomedicine"
- 2022 – Nagroda Księżnej Asturii (wraz z Yoshuą Bengio, Geoffreyem Hintonem i Yannem LeCun) za badania techniczne i naukowe[20]
- 2022 – Wiley Prize in Biomedical Sciences
- 2021 – IRI Medal, established by the Industrial Research Institute (IRI)[21]
- 2021 – International Honorary Member of the American Academy of Arts and Sciences[22]
- 2020 – Pius XI Medal from the Pontifical Academy of Sciences
- 2020 – The 50 most influential people in Britain from British GQ magazine[23]
- 2020 – Dan David Prize – Future Award[24]
- 2019 – Winner of UKtech50 (the 50 most influential people in UK technology) from Computer Weekly[25]
- 2018 – Elected a Fellow of the Royal Society (FRS) in May 2018[26][27]
- 2018 – Adviser to the UK’s Government Office for Artificial Intelligence[4]
- 2018 – Honorary Doctorate, Imperial College London[28]
- 2017 – Appointed Commander of the Order of the British Empire (CBE) in the 2018 New Year Honours for "services to Science and Technology"[29].
- 2017 – Time 100: The 100 Most Influential People
- 2017 – The Asian Awards: Outstanding Achievement in Science and Technology[30]
- 2017 – Elected a Fellow of the Royal Academy of Engineering (FREng)[31]
- 2017 – American Academy of Achievement: Golden Plate Award[32][33]
- 2016 – Honorary Fellow, University College London[34]
- 2016 – London Evening Standard list of influential Londoners, number 6
- 2016 – Royal Academy of Engineering Silver Medal[35]
- 2016 – WIRED Leadership in Innovation
- 2016 – Nature's 10: the 10 most influential (good or bad) scientists of the year[36]
- 2016 – Financial Times Digital Entrepreneur of the Year[37]
- 2015 – Financial Times top 50 Entrepreneurs in Europe
- 2015 – Fellow Benefactor, Queens' College, Cambridge[38]
- 2014 – Third most influential Londoner according to the London Evening Standard
- 2014 – Mullard Award of the Royal Society[39]
- 2013 – Listed on WIRED's 'Smart 50'
- 2009 – Fellow of the Royal Society of Arts (FRSA)[40]